# Baranzy
Baranzy is een plaatsje in de Belgische streek de Gaume in de provincie Luxemburg. De plaats ligt aan de Vire en is in de loop der jaren tegen de gemeentehoofdplaats Musson aangegroeid.

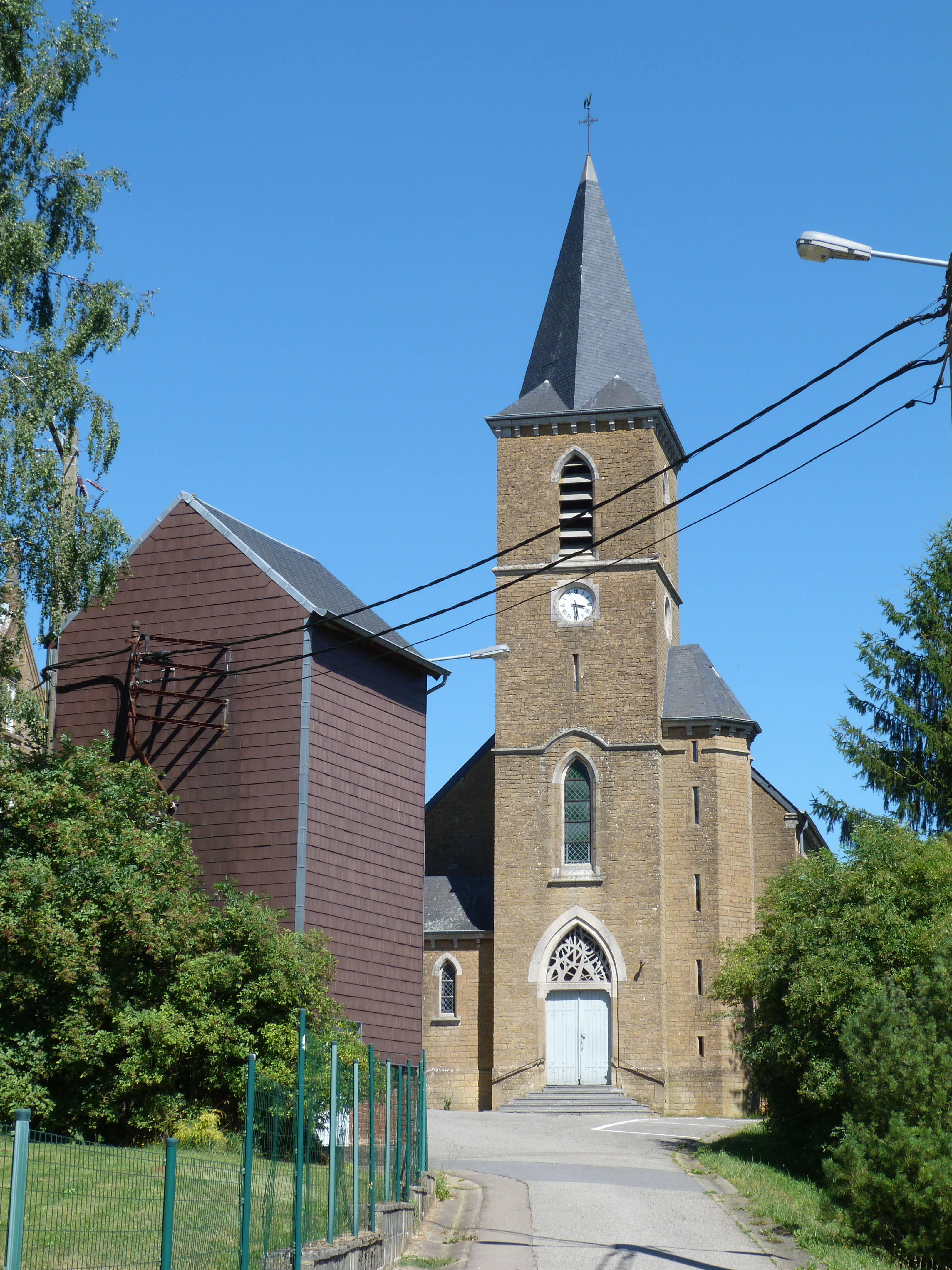
De kerk van Baranzy

Deelgemeenten: Musson · Mussy-la-Ville

Overige dorpen: Baranzy · Gennevaux · Signeulx · Willancourt

Belgische gemeenten · Arrondissement Virton · Luxemburg · Wallonië